# ZMapp
ZMapp is een experimenteel serummengsel van drie gehumaniseerde monoklonale antilichamen met een immunologische bescherming tegen het Ebolavirus. Het valt eiwitten aan op het oppervlak van het virus. Gebleken was dat in apen de eiwitmantel van het virus succesvol werd aangevallen.
Het geneesmiddel was nog in een testfase bij dieren, toen op 31 juli 2014 het middel voor het eerst werd getest op mensen. Het werd toegediend aan twee Amerikanen, Dr. Kent Brantly en Nancy Writebol, die waren besmet met het virus. Beide patiënten herstelden. Op 12 augustus besloot de firma hun kleine voorraad naar Liberia te sturen. Drie lokale dokters leken daar met succes te zijn behandeld, maar een van hen is toch overleden. Testonderzoek op apen en toepassing bij mensen geven aan dat toediening van het middel binnen 5 dagen na besmetting het beste resultaat geeft.
ZMapp wordt ontwikkeld door Mapp Biofarmaceutische Inc, in een samenwerkingsverband tussen Mapp Biofarmaceutische (San Diego), LeafBio (de commerciële tak van Mapp Biofarmaceutische), Defyrus Inc (Toronto), de Amerikaanse regering en de Public Health Agency van Canada.
Het experimentele intraveneuze medicijn, een mengsel van drie monoklonale antilichamen, wordt na besmetting van muizen via de tabaksplant Nicotiana benthamiana verkregen. Het heeft de naam gekregen van ZMapp.
De firma verklaarde 12 augustus dat de kleine voorraad bijna op is en dat productie van nieuwe voorraad ruim 3 maanden in beslag neemt. De regering van de Verenigde Staten verklaarde in oktober het bedrijf te hulp te willen schieten om de productie op te voeren.